# Episodi di Ironside (settima stagione)
La settima stagione della serie televisiva Ironside, composta da 24 episodi, è stata trasmessa negli Stati Uniti dal canale NBC dal 13 settembre 1973 al 23 marzo 1974.
| nº | Titolo originale                         | Titolo italiano                  | Prima TV USA      | Prima TV Italia |
| -- | ---------------------------------------- | -------------------------------- | ----------------- | --------------- |
| 1  | Confessions from a Lady of the Night     | La signora della notte           | 13 settembre 1973 |                 |
| 2  | Murder by One                            | Uno strano suicidio              | 20 settembre 1973 |                 |
| 3  | In the Forests of the Night              | Una bomba alla mostra            | 27 settembre 1973 |                 |
| 4  | Fragile Is the House of Cards            | Sono un assassino                | 4 ottobre 1973    |                 |
| 5  | The Armageddon Gang                      | Potere follia                    | 11 ottobre 1973   |                 |
| 6  | House of Terror                          | Il fantasma che uccide           | 25 ottobre 1973   |                 |
| 7  | The Helping Hand                         | Un uomo in ginocchio             | 1 novembre 1973   |                 |
| 8  | Downhill All the Way, part 1             | Un testimone pericoloso, parte 1 | 8 novembre 1973   |                 |
| 9  | Downhill All the Way, part 2             | Un testimone pericoloso, parte 2 | 8 novembre 1973   |                 |
| 10 | Mind for Murder                          | Fenomeni paranormali             | 15 novembre 1973  |                 |
| 11 | The Hidden Man                           | Troverò mio padre                | 29 novembre 1973  |                 |
| 12 | The Double-Edged Corner                  | Il giocatore                     | 6 dicembre 1973   |                 |
| 13 | The Last Payment                         | Il ricatto                       | 20 dicembre 1973  |                 |
| 14 | Friend or Foe (aka: For the Love of God) | Il pacco                         | 3 gennaio 1974    |                 |
| 15 | Two Hundred Large                        | Di rapina si muore               | 10 gennaio 1974   |                 |
| 16 | Once More for Joey                       | A piedi nudi per morire          | 17 gennaio 1974   |                 |
| 17 | Terror on Grant Avenue                   | Billy ragazzo cinese             | 31 gennaio 1974   |                 |
| 18 | Class of '40                             | Una tragica rimpatriata          | 7 febbraio 1974   |                 |
| 19 | A Taste of Ashes                         | La figlia perduta                | 14 febbraio 1974  |                 |
| 20 | A Death in Academe                       | Morte all'università             | 21 febbraio 1974  |                 |
| 21 | Close to the Heart                       | Una storia poco credibile        | 28 febbraio 1974  |                 |
| 22 | Come Eleven, Come Twelve                 | Rischio calcolato                | 7 marzo 1974      |                 |
| 23 | Riddle at 24,000                         | Volo pericoloso                  | 14 marzo 1974     |                 |
| 24 | Amy Prentiss (aka: The Chief), part 1    | Una donna al distretto, parte 1  | 23 marzo 1974     |                 |
| 25 | Amy Prentiss (aka: The Chief), part 2    | Una donna al distretto, parte 2  | 23 marzo 1974     |                 |